# Академічне веслування на літніх Олімпійських іграх 2012 — одиночки (чоловіки)
Змагання серед одинаків з академічного веслування серед чоловіків на літніх Олімпійських іграх 2012 пройшли з 28 липня по 3 серпня на гребному каналі Дорн. Взяло участь 33 спортсмени.
Чемпіоном став новозеландський спортсмен Мае Дрісдейл. Ця медаль стала для Драйсдейла другою за кар'єру. Першу свою олімпійську нагороду Мае завоював чотири роки тому на іграх у Пекіні, де зайняв третє місце.
Чеський весляр Ондржей Синек вдруге поспіль стає срібним призером Олімпійських ігор. Третє місце зайняв господар ігор британець Алан Кемпбелл. Діючий дворазовий олімпійський чемпіон норвежець Олаф Туфте вибув у півфіналі та зайняв лише 9-е місце.

## Призери
| Золото                       | Срібло                | Бронза                          |
| Мае Дрісдейл · Нова Зеландія | Ондржей Синек · Чехія | Алан Кемпбелл · Велика Британія |

## Змагання

### Попередній етап
Перші три спортсмени з кожного заїзду безпосередньо проходять до чвертьфіналу змагань. Всі інші спортсмени потрапляють у втішні заїзди, де будуть розіграні ще шість місць у чвертьфіналах.

#### Заїзд 1
| Місце | Спортсмен                    | Час          |
| ----- | ---------------------------- | ------------ |
| 1     | Тім Маєнс (BEL)              | 6:42,52 (OR) |
| 2     | Анхель Фурньє Родрігес (CUB) | 6:46,35      |
| 3     | Патрік Лолігер Салас (MEX)   | 6:51,78      |
| 4     | Саварн Сінгх (IND)           | 6:54,04      |
| 5     | Оскар Васкес Очоа (CHI)      | 7:06,33      |
| 6     | Мохсен Шаді (IRI)            | 7:27,42      |

#### Заїзд 2
| Місце | Спортсмен                 | Час     |
| ----- | ------------------------- | ------- |
| 1     | Марсель Гаккер (GER)      | 6:43,80 |
| 2     | Сантьяго Фернандес (ARG)  | 6:46,03 |
| 3     | Генрік Стефанса (DEN)     | 6:46,32 |
| 4     | Міндаугас Грішконіс (LTU) | 6:46,56 |
| 5     | Віктор Аспільяха (PER)    | 7:13,79 |
| 6     | Зі Сау Ва (HKG)           | 7:15,91 |

#### Заїзд 3
| Місце | Спортсмен                     | Час     |
| ----- | ----------------------------- | ------- |
| 1     | Лассі Карон (SWE)             | 6:45,42 |
| 2     | Александар Александров (AZE)  | 6:49,81 |
| 3     | Матіас Реймонд (MON)          | 6:58,60 |
| 4     | Андерсон Ночетті (BRA)        | 7:03,78 |
| 5     | Джеймс Фрейзер-Маккензі (ZIM) | 7:16,83 |
| 6     | Пол Етіа Ндумбе (CMR)         | 7:29,77 |

#### Заїзд 4
| Місце | Спортсмен                   | Час     |
| ----- | --------------------------- | ------- |
| 1     | Мае Дрісдейл (NZL)          | 6:49,69 |
| 2     | Олаф Туфте (NOR)            | 7:00,90 |
| 3     | Нур Ель-Дін Хассанейн (EGY) | 7:06,17 |
| 4     | Роберто Лопес (ESA)         | 7:23,75 |
| 5     | Хамаду Джибо Іссака (NIG)   | 8:25,56 |

#### Заїзд 5
| Місце | Спортсмен               | Час     |
| ----- | ----------------------- | ------- |
| 1     | Алан Кемпбелл (GBR)     | 6:47,62 |
| 2     | Чжан Лян (CHN)          | 6:50,71 |
| 3     | Михал Слома (POL)       | 6:54,58 |
| 4     | Кім Тон Ен (KOR)        | 7:05,24 |
| 5     | Владислав Яковлєв (KAZ) | 7:16,34 |

#### заїзд 6
| Місце | Спортсмен               | Час     |
| ----- | ----------------------- | ------- |
| 1     | Ондржей Синек (CZE)     | 6:53,23 |
| 2     | Маріо Векіч (CRO)       | 7:02,63 |
| 3     | Кеннет Юрковський (USA) | 7:08,49 |
| 4     | Ван Мінхуей (TPE)       | 7:15,77 |
| 5     | Аймен Меджрі (TUN)      | 7:21,64 |

### Втішливі заїзди
З кожного втішного заїзду у чвертьфінал проходило по два спортсмени. Решта веслярів потрапляли до півфіналів E/F, де розігрували місця з 25-го по 33-е.

#### Заїзд 1
| Місце | Спортсмен              | Час     |
| ----- | ---------------------- | ------- |
| 1     | Саварн Сінгх (IND)     | 7:00,49 |
| 2     | Кім Тон Ен (KOR)       | 7:03,91 |
| 3     | Віктор Аспільяха (PER) | 7:10,54 |
| 4     | Аймен Меджрі (TUN)     | 7:11,94 |
| 5     | Пол Етіа Ндумбе (CMR)  | 7:24,15 |

#### Заїзд 2
| Місце | спортсмен                     | Час     |
| ----- | ----------------------------- | ------- |
| 1     | Міндаугас Грішконіс (LTU)     | 7:00,19 |
| 2     | Мохсен Шаді (IRI)             | 7:11,55 |
| 3     | Джеймс Фрейзер-Маккензі (ZIM) | 7:19,85 |
| 4     | Хамаду Джибо Іссака (NIG)     | 8:39,66 |
| 5     | Ван Мінхуей (TPE)             | BUW     |

#### Заїзд 3
| Місце | Спортсмен               | Час     |
| ----- | ----------------------- | ------- |
| 1     | Андерсон Ночетті (BRA)  | 7:07,17 |
| 2     | Оскар Васкес Очоа (CHI) | 7:09,12 |
| 3     | Зі Сау Ва (HKG)         | 7:13,75 |
| 4     | Владислав Яковлєв (KAZ) | 7:22,00 |
| 5     | Роберто Лопес (ESA)     | 7:27,75 |

### Чвертьфінали
З кожного чвертьфінального заїзду три перших спортсмена проходили в півфінал A/B, а троє програли в півфінал C/D.

#### Заїзд 1
| Місце | Спортсмен                 | Час     |
| ----- | ------------------------- | ------- |
| 1     | Мае Дрісдейл (NZL)        | 6:54,86 |
| 2     | Тім Маєнс (BEL)           | 6:56,65 |
| 3     | Міндаугас Грішконіс (LTU) | 7:00,80 |
| 4     | Маріо Векіч (CRO)         | 7:05,78 |
| 5     | Михал Слома (POL)         | 7:21,55 |
| 6     | Оскар Васкес Очоа (CHI)   | 7:24,07 |

#### Заїзд 2
| Місце | Спортсмен                    | Час     |
| ----- | ---------------------------- | ------- |
| 1     | Алан Кемпбелл (GBR)          | 6:52,10 |
| 2     | Марсель Гаккер (GER)         | 6:54,18 |
| 3     | Александар Александров (AZE) | 6:56,36 |
| 4     | Патрік Лолігер Салас (MEX)   | 7:00,20 |
| 5     | Кім Тон Ен (KOR)             | 7:16,22 |
| 6     | Андерсон Ночетті (BRA)       | 7:17,37 |

#### Заїзд 3
| Місце | Спортсмен                   | Час     |
| ----- | --------------------------- | ------- |
| 1     | Лассі Карон (SWE)           | 6:57,06 |
| 2     | Сантьяго Фернандес (ARG)    | 7:01,57 |
| 3     | Чжан Лян (CHN)              | 7:02,03 |
| 4     | Саварн Сінгх (IND)          | 7:11,59 |
| 5     | Кеннет Юрковський (USA)     | 7:18,27 |
| 6     | Нур Ель-Дін Хассанейн (EGY) | 7:23,12 |

#### Заїзд 4
| Місце | Спортсмен                    | Час     |
| ----- | ---------------------------- | ------- |
| 1     | Ондржей Синек (CZE)          | 6:53,32 |
| 2     | Анхель Фурньє Родрігес (CUB) | 6:54,12 |
| 3     | Олаф Туфте (NOR)             | 6:55,36 |
| 4     | Генрік Стефанса (DEN)        | 6:55,95 |
| 5     | Матіас Реймонд (MON)         | 7:20,16 |
| 6     | Мохсен Шаді (IRI)            | 7:32,72 |

### Півфінали

#### Півфінали E/F
Перші три спортсмени з кожного заїзду проходять у фінал E, інші потрапляють у фінал F.

##### Заїзд 1
| Місце | Спортсмен                 | Час     |
| ----- | ------------------------- | ------- |
| 1     | Зі Сау Ва (HKG)           | 7:44,20 |
| 2     | Віктор Аспільяха (PER)    | 7:53,76 |
| 3     | Роберто Лопес (ESA)       | 7:57,89 |
| 4     | Хамаду Джибо Іссака (NIG) | 9:07,99 |

##### Заїзд 2
| Місце | Спортсмен                     | Час     |
| ----- | ----------------------------- | ------- |
| 1     | Ван Мінхуей (TPE)             | 7:33,18 |
| 2     | Владислав Яковлєв (KAZ)       | 7:33,29 |
| 3     | Джеймс Фрейзер-Маккензі (ZIM) | 7:33,81 |
| 4     | Аймен Меджрі (TUN)            | 7:35,48 |
| 5     | Пол Етіа Ндумбе (CMR)         | 7:58,48 |

#### Півфінали C/D
перші три спортсмени з кожного заїзду проходять у фінал C, інші потрапляють у фінал D.

##### Заїзд 1
| Місце | Спортсмен               | Час     |
| ----- | ----------------------- | ------- |
| 1     | Маріо Векіч (CRO)       | 7:33,51 |
| 2     | Саварн Сінгх (IND)      | 7:36,25 |
| 3     | Матіас Реймонд (MON)    | 7:38,17 |
| 4     | Кім Тон Ен (KOR)        | 7:48,09 |
| 5     | Оскар Васкес Очоа (CHI) | 7:57,36 |
| 6     | Мохсен Шаді (IRI)       | 8:20,29 |

##### Заїзд 2
| Місце | Спортсмен                   | Час     |
| ----- | --------------------------- | ------- |
| 1     | Генрік Стефанса (DEN)       | 7:29,76 |
| 2     | Патрік Лолігер Салас (MEX)  | 7:29,82 |
| 3     | Міхал зламу (POL)           | 7:39,00 |
| 4     | Нур Ель-Дін Хассанейн (EGY) | 7:44,53 |
| 5     | Андерсон Ночетті (BRA)      | 7:54,18 |
| 6     | Кеннет Юрковський (USA)     | 7:56,51 |

#### Півфінали A/B
Перші три спортсмени з кожного заїзду проходять у фінал A, інші потрапляють у фінал B.

##### Заїзд 1
| Місце | Спортсмен                    | Час     |
| ----- | ---------------------------- | ------- |
| 1     | Мае Дрісдейл (NZL)           | 7:18,11 |
| 2     | Лассі Карон (SWE)            | 7:19,77 |
| 3     | Марсель Гаккер (GER)         | 7:22,07 |
| 4     | Анхель Фурньє Родрігес (CUB) | 7:30,19 |
| 5     | Міндаугас Грішконіс (LTU)    | 7:31,72 |
| 6     | Олаф Туфте (NOR)             | 7:35,31 |

##### Заїзд 2
| Місце | Спортсмен                    | Час     |
| ----- | ---------------------------- | ------- |
| 1     | Ондржей Синек (CZE)          | 7:16,58 |
| 2     | Алан Кемпбелл (GBR)          | 7:18,92 |
| 3     | Александар Александров (AZE) | 7:20,80 |
| 4     | Сантьяго Фернандес (ARG)     | 7:29,68 |
| 5     | Чжан Лян (CHN)               | 7:31,52 |
| 6     | Тім Маєнс (BEL)              | 7:39,78 |

### Фінали

#### Фінал F
| Місце | Спортсмен                 | Час     | Підсумкове місце |
| ----- | ------------------------- | ------- | ---------------- |
| 1     | Аймен Меджрі (TUN)        | 7:33,62 | 31               |
| 2     | Пол Етіа Ндумбе (CMR)     | 7:46,23 | 32               |
| 3     | Хамаду Джибо Іссака (NIG) | 8:53,88 | 33               |

#### Фінал E
| Місце | Спортсмен                     | Час     | Підсумкове місце |
| ----- | ----------------------------- | ------- | ---------------- |
| 1     | Зі Сау Ва (HKG)               | 7:29,35 | 25               |
| 2     | Ван Мінхуей (TPE)             | 7:33,28 | 26               |
| 3     | Віктор Аспільяха (PER)        | 7:35,88 | 27               |
| 4     | Владислав Яковлєв (KAZ)       | 7:36,14 | 28               |
| 5     | Роберто Лопес (ESA)           | 7:41,32 | 29               |
| 6     | Джеймс Фрейзер-Маккензі (ZIM) | 7:46,49 | 30               |

#### Фінал D
| Місце | Спортсмен                   | Час     | Підсумкове місце |
| ----- | --------------------------- | ------- | ---------------- |
| 1     | Андерсон Ночетті (BRA)      | 7:25,03 | 19               |
| 2     | Нур Ель-Дін Хассанейн (EGY) | 7:27,19 | 20               |
| 3     | Кім Тон Ен (KOR)            | 7:27,94 | 21               |
| 4     | Мохсен Шаді (IRI)           | 7:31,42 | 22               |
| 5     | Оскар Васкес Очоа (CHI)     | 7:36,79 | 23               |
| 6     | Кеннет Юрковський (USA)     | DNS     | 24               |

#### Фінал C
| Місце | Спортсмен                  | час     | Підсумкове місце |
| ----- | -------------------------- | ------- | ---------------- |
| 1     | Генрік Стефанса (DEN)      | 7:19,62 | 13               |
| 2     | Патрік Лолігер Салас (MEX) | 7:20,10 | 14               |
| 3     | Маріо Векіч (CRO)          | 7:27,60 | 15               |
| 4     | Саварн Сінгх (IND)         | 7:29,66 | 16               |
| 5     | Міхал Зламу (POL)          | 7:34,98 | 17               |
| 6     | Матіас Реймонд (MON)       | 7:36,35 | 18               |

#### Фінал B
| Місце | Спортсмен                    | Час     | Підсумкове місце |
| ----- | ---------------------------- | ------- | ---------------- |
| 1     | Анхель Фурньє Родрігес (CUB) | 7:11,17 | 7                |
| 2     | Міндаугас Грішконіс (LTU)    | 7:15,32 | 8                |
| 3     | Олаф Туфте (NOR)             | 7:18,15 | 9                |
| 4     | Сантьяго Фернандес (ARG)     | 7:20,40 | 10               |
| 5     | Чжан Лян (CHN)               | 7:25,64 | 11               |
| 6     | Тім Маєнс (BEL)              | 7:27,51 | 12               |

#### Фінал A
Після перших 500 метрів дистанції лідерство захопив шведський весляр Ласси Карон, який всього на 0,2 з випереджав чеха Синека і на 0,4 з британця Кемпбелла, але вже до позначки в 1000 метрів в лідери вийшов новозеландець Махе Драйсдейл і зміг протриматися на першому місці до самого фінішу.
| Місце | Спортсмен                    | Час     |
| ----- | ---------------------------- | ------- |
| 1     | Мае Дрісдейл (NZL)           | 6:57,82 |
| 2     | Ондржей Синек (CZE)          | 6:59,37 |
| 3     | Алан Кемпбелл (GBR)          | 7:03,28 |
| 4     | Лассі Карон (SWE)            | 7:04,04 |
| 5     | Александар Александров (AZE) | 7:09,42 |
| 6     | Марсель Гаккер (GER)         | 7:10,21 |